# Mandragoreae
Tribu
La tribu des Mandragoreae regroupe des plantes de la sous-famille des Solanoideae dans la famille des Solanaceae. 

## Liste des genres et espèces
Selon NCBI (4 mars 2012) :
- genre Mandragora
  - Mandragora autumnalis
  - Mandragora caulescens
  - Mandragora chinghaiensis
  - Mandragora officinarum
  - Mandragora turcomanica